# Amblyjoppa proteus
Amblyjoppa proteus är en stekelart som först beskrevs av Christ 1791.  Amblyjoppa proteus ingår i släktet Amblyjoppa och familjen brokparasitsteklar. Arten är reproducerande i Sverige. Utöver nominatformen finns också underarten A. p. satanas.